# سجل طبي إلكتروني

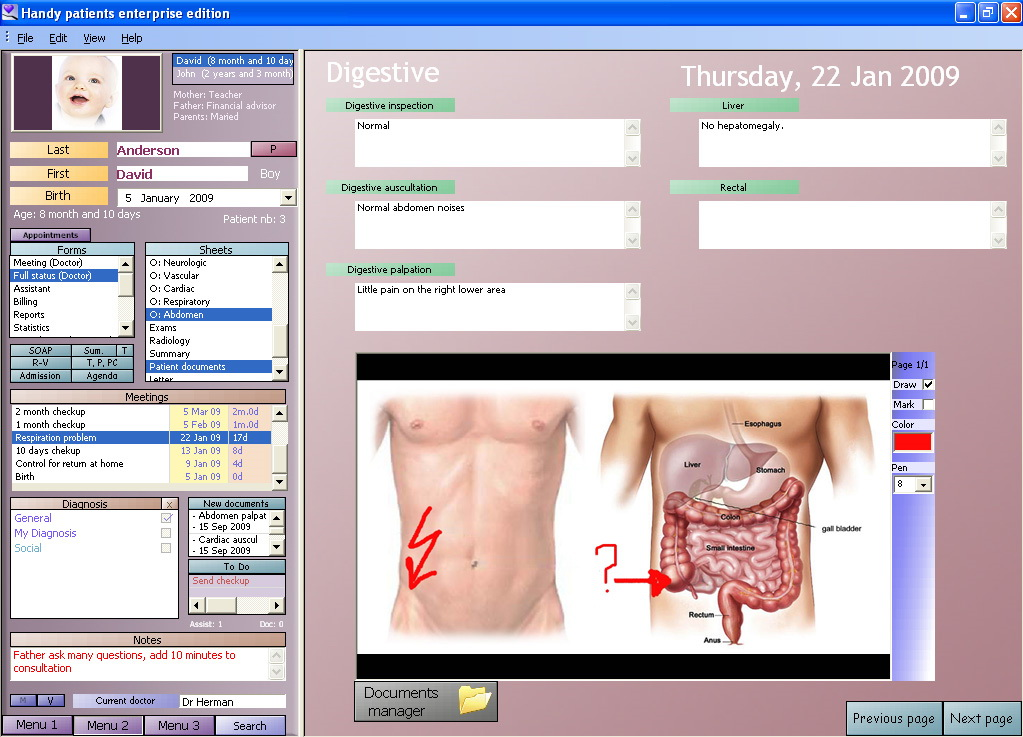
مثال عن سجل صحي إلكتروني.

السجل الطبي الإلكتروني هو سجل طبي بالصيغة الرقمية. وتعتبر السجلات الطبية الإلكترونية في المعلوماتية الصحية واحداً وذوأشكال السجلات الصحية الإلكترونية، ولكن في الاستخدام العام يُستعمل هذان المصطلحان كمرادفين.

## مقدمة
تعد السجلات الطبية أو ما نسميه بملف المريض أحد النقاط المحورية التي تعتمد عليها عملية تقديم الرعاية الصحية داخل المستشفيات وبين مختلف أنواع المؤسسات الطبية، وتنبع أهمية تلك السجلات من أهمية دورها في حفظ كافة معلومات المريض من بيانات رئيسية وطبية شاملة لكل ما تم إجراؤه من فحوصات وتشخيصات وعلاج وتقارير متابعة وقرارات طبية هامة. ولعقود طويلة من الزمن ظلت طبيعة السجلات الطبية ثابتة في شكل ملف أو مجموعة من الأوراق التي كتبت عليها المعلومات بخط اليد، حتى حدثت خلال الأربعين عام الماضية تطورات هائلة في علوم تكنولوجيا المعلومات – أحد أكثر العلوم البشرية تقدما وأعظمها تأثيرا في حياة البشر – قادت تلك التطورات العلماء والمتخصصين في مجال الرعاية الصحية وتكنولوجيا المعلومات معا إلى تصميم واختراع سجلات طبية إلكترونية تعتمد على الكمبيوتر بكل إمكانياته المتطورة من تخزين معلومات ومعالجة ونقل بيانات عن طريق ما نعرفه اليوم من شبكات معلومات ووسائل اتصال حديثة.
ولا تختلف السجلات الطبية الإلكترونية كثيرا عن السجلات الورقية التقليدية في وظيفتها والهدف منها، لكنها تختلف كليا في طبيعتها وخواصها وإمكانيات استخدامها وفوائدها، فهي تمثل نقطة مركزية تصب فيها وتنشق عنها قنوات عديدة من المعلومات المرتبطة بتقديم الرعاية الصحية للمريض، كما أنها تمتاز بدقة محتواها وسهولة الوصول إليها من خلال تكاملها مع مصادر المعلومات المختلفة من خلال نظم شبكات المعلومات والتي أدى استخدامها بالتبعية إلى تطور فكرة اللامركزية وتواصل المعلومات بين أكثر من مستشفى ومؤسسة طبية بل إلى أبعد من ذلك من خلال شبكة الإنترنت الدولية التي وفرت الاتصال بين المستخدمين من الأطباء والمرضى من أقطار العالم المختلفة تفصلهم آلاف الأميال وتجمعهم شبكة معلومات واحدة.

## تطور السجلات الطبية
مرت عملية تطور السجلات الطبية – قبل أن تصل إلى صورتها الحديثة – بالعديد من المراحل ربما كان أولها استخدام القدماء منذ آلاف السنين لورق البردي والمخطوطات الجلدية في تسجيل ملاحظاتهم الطبية حول جراحات كانوا يقومون بها أو وصفات طبية كانوا يستخدمونها في الحضارات الفرعونية والصينية القديمة، وكذلك قام العلماء العرب والمسلمون في أوائل القرن العاشر الميلادي – بالإضافة إلى ما أبدعوه من مراجع طبية عظيمة – بتدوين ملاحظاتهم الطبية حول المرضى وعلاتهم وشكواهم والأدوية المستخدمة في علاجهم، وكانوا هم أول من قام بالتركيز على المريض نفسه كموضوع للبحث والتفكير، تماما كما نجد الحال اليوم حيث أصبح السجل الطبي يعتمد على المريض كوحدة مستقلة قائمة بذاتها تتمحور حولها عمليات الرعاية الصحية وأنشطتها، وبحلول منتصف القرن التاسع عشر كان معظم الأطباء في العالم يدونون بيانات مرضاهم وملاحظاتهم في شكل مجلدات سنوية تحوي ملفات المرضى مرتبة أبجديا، وفي مطلع القرن الماضي ظهرت فكرة إنشاء قسم خاص للملفات الطبية بالمستشفيات، يقوم العاملون به بترتيب الملفات وحفظها وتزويد الأطباء والباحثين بما يحتاجونه منها أثناء عملهم.
ومع بداية الستينات بدأ أول نوع من أنواع السجلات الطبية الإلكترونية يظهر إلى الوجود، وكان يهدف في الأساس إلى متابعة حسابات المريض ويحتوي بجانب ذلك على القليل من المعلومات الطبية والعلمية، حتى بدأ التفكير في التركيز على علة المريض كمحور مركزي للسجل الطبي لربط معلوماته وترتيب بياناته في أواخر الستينات فأصبحت بيانات المريض الطبية المختلفة مرتبة بحسب علاقتها بكل مرض يشكو منه أو بكل جهاز من أجهزة جسمه الحيوية – كالقلب والجهاز الهضمي والتنفسي – وأصبحت الفحوصات والنتائج والتقارير مرتبطة معا ارتباطا وظيفيا، وفي الثمانينات بدأت السجلات الطبية تأخذ صورتها الحديثة من خلال ارتباطها وتكاملها مع نظم معلومات المستشفى وبياناتها الطبية المتعددة، فأصبحت نقطة مركزية تبدأ منها عملية تكوين تعليمات الطبيب وأوامره الخاصة بالعلاج والفحوصات وتنتهي إليها نتائج تلك الفحوصات والأشعات وغيرها.

## المكونات الوظيفية للسجلات الطبية الإلكترونية
نتيجة لارتباط السجلات الإلكترونية وتكامل محتواها مع نظم معلومات المستشفيات وخدماتها المتنوعة من معامل وأقسام أشعات تشخيصية وصيدليات ووسائل علاجية مختلفة وجراحات متعددة وغيرها، فقد أصبحت تلك السجلات تمثل مركزا من مراكز القوة في تقديم الرعاية الصحية ومساعدة الطبيب في أداء عمله بصورة أفضل، فهي تقدم كل المعلومات الطبية الخاصة بالمريض في شكل متكامل ومتناسق، وتظهر صعوبة هذه المهمة في ظل النمو الهائل في كمية ونوعية المعلومات الطبية وتنوع مصادرها فلم تعد تلك المعلومات مجرد نصوص لفظية ووصفية لحالة المريض أو تطور شفائه، بل أصبحت كما ذكرنا تشتمل صورا عديدة وحديثة من صور المعلومات ووسائل عرضها المتطورة، فبيانات المريض ومعلوماته الطبية اليوم تشتمل على أرقام معقدة من نتائج تحاليل الدم والهورمونات والإنزيمات والمركبات وأشعات تشخيصية وصور لأجزاء الجسم – كالأشعة السينية والسونار والأشعات المقطعية وأشعات الرنين المغناطيسي – ودراسات فيديوية لوظائف الأعضاء كرسم القلب وأشعاته التلفزيونية وأفلام قساطر الشرايين وأفلام مناظير الجهاز الهضمي وغيرها.
ولم يكن تطوير عرض كل المعلومات والبيانات هو ما يشغل عقل المتخصصين، ولكن ما يشغلهم في الواقع هو كيفية ترتيب ذلك العرض وتنسيق أولوياته من حيث الخطورة والتأثير والأهمية لكي تدعم تلك السجلات الإلكترونية بمحتواها قدرة الطبيب على تمييز دلائل الخطر ونذر المرض في بداياته المبكرة وقبل أن يصل إلى مرحلة يصعب علاجها، أو أن توجه الطبيب إلى الاختيار الأمثل وتساعده على اتخاذ القرار الصحيح في وصف العلاج أو الفحص أو الجراحة المناسبة بدلا من أن تشتت تفكيره بسرد مئات من المعلومات والأرقام والحقائق المجردة، لذلك فقد زودت نظم المعلومات الحديثة السجلات الطبية بقدرات خاصة على معالجة البيانات وتحليلها، فأصبحت قادرة على تمييز الأرقام المرضية في النتائج المعملية من خلال قياس تجاوزها للحدود الطبيعية المتعارف عليها وكذلك ربط تلك القيم والأرقام بسن المريض ونوعه وحالته الصحية الأصلية، كما أصبح في الإمكان عقد مقارنات آلية بين تلك النتائج وسابقاتها لتقييم استجابة المريض لعلاج أو جراحة معينة.
كما زودت تلك السجلات الإلكترونية بإمكانية إنشاء وربط تعليمات الطبيب المتعددة من تحاليل يطلبها للمريض أو أدوية يصفها له أو إجراءات مختلفة يحددها، وأصبحت تلك التعليمات متكاملة ومتصلة بالقسم الخاص بتنفيذها، فمثلا فور أن يحدد الطبيب نوع التحليل المطلوب إجراءه من خلال تدوينه في السجل الطبي الإلكتروني للمريض – وهو جالس في عيادته أو بجوار سرير المريض – فإن قسم المعامل يصله تأكيد على إجراء ذلك التحليل وتحديد لطبيعته ونوع العينة المطلوب أخذها، فيتوجه المختص لأخذ العينات من المريض، ثم يتم تحليل العينة وتسجيل نتائجها في سجل المريض بشكل آلي، وما أن تصل تلك النتائج إلى سجل المريض حتى تبدأ عملية تنبيه لوصول المعلومات الجديدة، فيتمكن الطبيب من التأكد فورا ودون إهدار لأي وقت من نتائج التحليل الذي طلبه وما هو مرتبط بها من رأي استشاري التحاليل حول طبيعة النتائج ومعنى كل منها، وكذلك الحال بالنسبة للأشعات والصور وغيرها والتي يصحبها أيضا تقرير كامل يكتبه استشاري الأشعة التشخيصية، فيتمكن الطبيب من مطالعة صور تلك الأشعات وكذلك قراءة التقرير المتخصص ومعرفة ما به من رأي وتوصيات.

## مقومات السجلات الطبية الإلكترونية
بالرغم من أن أهداف كل من السجلات التقليدية والإلكترونية ووظائفها متشابهه تماما إلا أنها – كما ذكرنا – تختلف كليا في طريقة إنجاز تلك الأهداف وتحقيقها، فالسجلات الإلكترونية تختلف تماما في وسيلة إدخال البيانات إليها واستخراج المعلومات منها وتعاملها مع تلك البيانات ومعالجتها والتحكم فيها وغيرها من الخواص التي تضمنها الطبيعة الإلكترونية لتلك المعلومات، وتعد مرحلة إدخال البيانات والمعلومات ونقلها بصورة صحيحة ودقيقة إلى أجهزة الكمبيوتر واحدة من أصعب وأهم خطوات إنشاء السجلات الإلكترونية واستمرار عملها بصورة صحيحة، وبالرغم من ذلك فإن اهتمام المستخدمين لنظم السجلات الإلكترونية بتلك الخطوة يظل أقل من المطلوب والمتوقع، فقد اعتاد الجميع على أن مسؤولية إدخال البيانات الطبية إلى السجلات التقليدية تتوزع على كل المشتركين في عملية تقديم الرعاية الصحية بصورة روتينية معتادة وتلقائية وهو ما لا ينطبق على عملية إدخال البيانات إلى السجلات الإلكترونية، التي تعتمد على مرحلتين مستقلتين، الأولى مرحلة الحصول على البيانات وتحديدها وتعريفها لتصبح ذات قيمة علمية، والثانية مرحلة إدخال تلك البيانات والتي تحتاج إلى جهد ووقت لإدخالها كنصوص لفظية أو أرقام أو أكواد أو مزيج من ذلك كله.
وتتميز البيانات التي يتم إدخالها كأكواد بأنها تخضع لمعايير علمية ثابتة مما يسهل عملية استعادتها والبحث عنها كما في حالة إجراء الأبحاث والدراسات أو حتى تسوية حسابات المرضى، كما أن استخدام الأكواد يسهل من فهم الكمبيوتر لتلك البيانات ويزيد من سرعة معالجته لها ودقة تعامله معها، ولكنها تحمل بعض المساوئ كالتكلفة العالية والوقت الكبير والجهد الذي تتطلبه عملية تحويل النص الأصلي الذي يكتبه الطبيب بيده – عند تحديد التشخيص أو وصف العلاج – إلى أكواد صحيحة وقياسية، وكذلك احتمالية الخطأ الذي يصعب اكتشافه، مما وجه مصممي نظم السجلات الإلكترونية إلى استبدال عملية تكويد تعليمات الأطباء – بواسطة أشخاص آخرين غيرهم – بقوائم جاهزة يختار منها الطبيب بنفسه التشخيص الذي يرغب في تسجيله أو اسم الدواء الذي يرغب في استخدامه مع مريضه مما يقلل معدل الخطأ ويوفر الكثير من الجهد والتكلفة، بالإضافة إلى تزويد نظم السجلات الإلكترونية بمراجع آلي ونظم تصحيح للمعلومات والبيانات المدخلة، فتم تطبيق مراجع للقيم والأرقام والحدود الطبيعية كنسبة السكر في الدم والهورمونات وغيرها من المركبات، وما أن تتجاوز الأرقام المدخلة تلك الحدود بالزيادة أو النقصان حتى يبدأ النظام في التنبيه إلى وجود مشكلة ما يجب مراجعتها قبل الاستمرار في إدخال المزيد من البيانات، وهناك مراجعات لحسابات رياضية ومنطقية، كأن يتأكد النظام من أن مجموع النسب المئوية المذكورة لتحليل أنواع خلايا الدم مثلا يصل في النهاية إلى 100 %، أو أن يتأكد من أن وزن المريض أو أرقام تحاليله لا تتغير بشكل عشوائي أو غير منطقي – فلا يمكن لمريض مثلا أن يزيد وزنه 20 كجم في يوم واحد، وغيرها من مراجعات ومصححات الأخطاء الإملائية واللغوية كما هو الحال في برمجيات الكمبيوتر التقليدية.
وتمثل المعلومات التي يجمعها الطبيب بنفسه عن مرضاه تحديا حقيقيا أمام مطوري ومشغلي نظم المعلومات الطبية، ويسجل الطبيب أربعة أنواع رئيسية من المعلومات، أولها تاريخ المريض ومرضه ثم ترجمة ما تعنيه شكوى المريض من أعراض ثم ملاحظاته حول ما يكتشفه أثناء الفحص الطبي للمريض وأخيرا ما يقرره الطبيب من تشخيص نهائي وخطة للعلاج. وتتيح نظم السجلات الطبية الحديثة للأطباء إدخال البيانات والمعلومات بعدة طرق منها أن يقوم الطبيب بتدوين ملاحظاته وتعليماته بشكل يدوي إلى استمارة بيانات ورقية مطابقة في مواصفاتها وتكوينها للسجل الإلكتروني ومن ثم يقوم موظفون مختصون بنقل تلك المعلومات من صورتها المكتوبة على الورق إلى الكمبيوتر، أو أن يقوم الطبيب بتسجيل ملاحظاته بشكل صوتي من خلال إملائها إلى أجهزة تسجيل مركزية متصلة بخطوط هاتف آلية يقوم بعدها المختصون بإعادة استماعها وإدخال تلك المعلومات إلى الكمبيوتر، وأخيرا أن يقوم الطبيب بنفسه وبشكل مباشر بتسجيل المعلومات إلى الكمبيوتر وهي أكثر الطرق دقة وأقلها تكلفة، ولكنها ربما تحتاج إلى تدريب على استخدام الكمبيوتر وكذلك تحتاج إلى إنشاء قوائم جاهزة للتشخيصات والأدوية وغيرها لتسهيل الاستخدام وتوفير الوقت وتأكيد مطابقة البيانات للمعايير الطبية المعتمدة، ومن المتوقع أن تحدث تتطورات كبيرة وجذرية في وسائل إدخال البيانات خاصة عند اكتمال تطوير نظم التعرف الآلي على الصوت البشري والتي سوف تتيح للمستخدم إمكانية الإملاء إلى الكمبيوتر بشكل مباشر لتحرير نص أو اختيار كلمة أو جملة من القوائم السابق الإشارة إليها.
بمجرد أن يتم تسجيل المعلومات الطبية على أجهزة الكمبيوتر فإنها تصبح قابلة للعرض بأكثر من طريقة لتناسب أغراضا عديدة، فيمكن مثلا عرض البيانات الطبية المسجلة في شكل جداول متسلسلة زمنيا لربط الأحداث الطبية وتفاصيلها بغيرها من الإجراءات والعمليات والتعليمات، وهو ما نجده غاية في الأهمية أثناء رعاية الحالات الحرجة في غرف العناية المركزة والتي تستدعي متابعة المريض دقيقة بدقيقة ولحظة بلحظة ومقارنة حالته بنتائج التحاليل الحيوية الدورية، وعلى الجانب الآخر ربما يحتاج الطبيب إلى مطالعة نتائج فحوصات مريض سبق أن أجراها منذ أسابيع أو أشهر ليتمكن من تحديد استجابته للعلاج عند زيارته من جديد. كما يمكن عرض المعلومات الطبية في شكل ملخص أو تقرير مختصر لتحديد حالة مريض أو تقرير خطة علاجه النهائية، كما يمكن أيضا عرض المعلومات بدلالة كلمات محددة تستخدم للبحث أو بشكل مفهرس بحسب نوع الفحص أو التحليل الذي تم اجراؤه أو بدلالة غير ذلك من المعلومات.
وتظهر الفوائد العظيمة لتسجيل المعلومات الطبية بشكل رقمي عندما نجد أنفسنا في حاجة إلى البحث عن معلومة بعينها بين آلاف البيانات أو استدعاء بيانات محددة لمريض بناء على معطيات طبية أو إدارية معينة، ويمكن استخدام نظم البحث تلك لتعريف وتحديد مجموعات من المرضى بناء على خصائص معينة أثناء إجراء الأبحاث والدراسات العلمية كما في الإحصائيات الطبية والتقارير الوبائية وغيرها.

## التحديات المقبلة
بالرغم من أن العديد من نظم المعلومات الطبية التجارية التي تنتجها شركات متخصصة تعمل بالفعل في العديد من المؤسسات الطبية إلا أنها لا تتطابق تماما مع مواصفات السجلات الطبية الإلكترونية المطلوبة، حيث أنها لا تدعم في الواقع مفهوم التكامل الذي انشئت من أجله فكرة هذه السجلات، ولكن الأمل يظل قائما في المزيد من تطور تكنولوجيا المعدات والبرمجيات، حيث تتضاعف قدرة تلك النظم على معالجة البيانات كل عامين تقريبا (حسب قانون مور) وتتطور تطبيقات البرمجيات لزيادة سهولة الاستخدام وتقديم المزيد من دعم القرار.
وتتلخص التحديات التي تواجهها نظم السجلات الطبية في خمسة نقاط أساسية وهي:
1-	حاجة المستخدمين إلى المعلومات، وهي إحدى المقومات الأساسية التي توجه عملية تطوير النظم، وقد أثبتت التجربة أن النظم الناجحة تم تطويرها إما على يد أو بمساعدة أطباء ومتخصصين في الرعاية الصحية، حيث يوفر التقارب بين مطوري تلك النظم وبين الأطباء والمتخصصين فهما أعمق وإدراكا أشمل لما تحتاجه عملية تقديم الرعاية الطبية خصائص فيما يتعلق بطبيعة المعلومات وكيفية استخدامها.
2-	سهولة الاستخدام، وهي أيضا إحدى أهم المقومات التي تساعد الأطباء والمتخصصين على استخدام نظم المعلومات دون معوقات، ويجب على مطوري النظم أخذ عدة نقاط في الاعتبار أهمها طبيعة الأطباء وحاجاتهم والفرق بينهم وبين محترفي العمل على الكمبيوتر.
3-	المعايير، وهي من أهم التحديات التي تواجه عملية تطوير نظم المعلومات الطبية – كما ذكرنا سابقا – فهي تساعد على زيادة الدقة والتكامل بين مختلف المؤسسات وتقلل من الأخطاء والتكاليف وترفع من قيمة البحث العلمي وتزيد من تكامل جهود التطوير واستثماراته، أصبح يوجد الآن منصات طبية متكاملة تتلزم بالمعايير علي سبيل المثال منصة فيزيتا ومنصة روبيك كير وان كانت روبيك كير أفضل في تقديم خدمات التحكم في سجلك الطبي (نتائج التحاليل، صور الأشعة، تقارير الطبيب، الوصفات الطبية وجميع أجزاء السجل الطبي الإلكتروني).
4-	التحديات الاجتماعية والقانونية، وهي تحديات تتعلق بمدى خصوصية وأمن المعلومات الطبية الإلكترونية، فكلما زادت سهولة الوصول إلى تلك المعلومات زادت أهمية إنشاء المزيد من قواعد الأمن والخصوصية التي تحكم عملية استخدام المعلومات وحق الإطلاع عليها.
5-	التكاليف مقابل المميزات، وهي أهم التحديات الاقتصادية أمام صناعة نظم السجلات الطبية الإلكترونية، فكلما زادت الخواص والمميزات المطلوبة زادت في المقابل تكاليف إنتاجها وتوفيرها، ومن الضروري أن نصل إلى توازن مناسب بينها.

## راجع أيضا
- خصوصية صحية

## وصلات خارجية
- الاتحاد الأمريكي لإدارة المعلومات الصحية
- وزارة الصحة الأمريكية
- الجمعية الأمريكية لنظم الإدارة ومعلومات الرعاية الصحية